# Rhodizit
Rhodizit ist ein selten vorkommendes Mineral aus der Mineralklasse der „Borate“ (ehemals Carbonate, Nitrate und Borate, siehe Klassifikation). Es kristallisiert im kubischen Kristallsystem mit der idealisierten chemischen Zusammensetzung KBe4Al4(B11Be)O28, ist also ein Kalium-Beryllium-Aluminium-Borat. Da allerdings in natürlich vorkommenden Rhodiziten ein Teil des Kaliums durch Caesium (bis etwa 4 %) und/oder Rubidium vertreten (substituiert) sein kann, wird die Formel in verschiedenen Quellen auch mit (K,Cs)Al4Be4[O4|B11BeO24] oder (K,Cs,Rb)Al4Be4[O4|B11BeO24] angegeben.
Rhodizit entwickelt meist dodekaedrische und tetraedrische Kristalle bis etwa 3,5 Zentimeter Größe mit glas- bis schwach diamantähnlichem Glanz auf den Oberflächen. In reiner Form ist Rhodizit farblos und durchsichtig. Durch vielfache Lichtbrechung aufgrund von Gitterbaufehlern oder polykristalliner Ausbildung kann er aber auch weiß erscheinen und durch Fremdbeimengungen eine hellgraue, hellgelbe bis schwefelgelbe und selten auch grüne Farbe annehmen, wobei die Transparenz entsprechend abnimmt.
Mit einer Mohshärte von 8 bis 8,5 gehört Rhodizit zu den Mineralen mit „Edelsteinhärte“, die der des Referenzminerals Topas (8) bzw. der von Chrysoberyll (8,5) entspricht.
Aufgrund seiner chemischen Verwandtschaft mit Londonit als Caesium-Analogon von Rhodizit und seiner Ähnlichkeit zum Boracit Bezug auf Kristallform- und Farbe, kann Rhodizit leicht mit diesen Mineralen verwechselt werden.

## Etymologie und Geschichte
Erstmals entdeckt wurde Rhodizit von Gustav Rose, der auf einigen roten, sibirischen Turmalinen, die im Königlich Mineralogischen Museum von Berlin (heute Museum für Naturkunde (Berlin)) aufbewahrt wurden, kleine, weiße Kristalle eines bisher unbekannten Minerals fand. Als genauer Fundort wird die Umgebung des Dorfes Shaitanka etwa 60 Werst (entspricht ca. 64 km) nördlich von Jekaterinburg (Katharinenburg) in der Oblast Swerdlowsk angegeben. Shaitanka und das ebenfalls in der Nähe liegende Dorf Sarapulka gelten als Typlokalität.
Rose analysierte und beschrieb das Mineral 1834 und benannte es nach seiner charakteristischen Eigenschaft, die Lötrohrflamme leuchtend rot zu färben, nach dem altgriechischen Wort ῥοδίζω [rhodízō] für rotfärben.

## Klassifikation
In der veralteten, aber teilweise noch gebräuchlichen 8. Auflage der Mineralsystematik nach Strunz gehörte der Rhodizit zur gemeinsamen Mineralklasse der „Carbonate, Nitrate und Borate“ und dort zur Abteilung der „Gerüstborate mit [BO2]1− bis [B6O10]2−“, wo er zusammen mit Hambergit die „Hambergit-Rhodizit-Gruppe“ mit der System-Nr. V/L.02 und dem weiteren Mitglied Londonit bildete.
Die seit 2001 gültige und von der International Mineralogical Association (IMA) verwendete 9. Auflage der Strunz’schen Mineralsystematik ordnet den Rhodizit in die jetzt eigenständige Klasse der „Borate“ und dort in die Abteilung der „Heptaborate und andere Megaborate“ ein. Diese ist weiter unterteilt nach der Kristallstruktur, so dass das Mineral entsprechend seinem Aufbau in der Unterabteilung „Tekto-Dodecaborate“ zu finden ist, wo es nur noch zusammen mit Londonit die unbenannte Gruppe 6.GC.05 bildet.
Auch die vorwiegend im englischen Sprachraum gebräuchliche Systematik der Minerale nach Dana ordnet den Rhodizit wie die veraltete Strunz’sche Systematik in die gemeinsame Klasse der „Carbonate, Nitrate und Borate“ und dort in die Abteilung der „Wasserfreien Borate mit Hydroxyl oder Halogen“ ein. Hier ist er ebenfalls zusammen mit Londonit in der unbenannten Gruppe 25.08.02 innerhalb der Unterabteilung „Wasserfreie Borate mit Hydroxyl oder Halogen“ zu finden.

## Kristallstruktur
Rhodizit kristallisiert kubisch in der Raumgruppe P43m (Raumgruppen-Nr. 215) mit dem Gitterparameter a = 7,32 Å sowie einer Formeleinheit pro Elementarzelle.

## Eigenschaften
Rhodizit hat starke piezoelektrische und pyroelektrische Eigenschaften, reagiert auf wechselnde, elastische Verformung bzw. Erwärmung und Abkühlung mit elektrischer Polarisierung.
Vor dem Lötrohr ist Rhodizit nur schwer zu schmelzen, wobei vornehmlich die Kanten glasartig weiß und undurchsichtig einschmelzen und dabei unregelmäßige Auswüchse bilden. Die angeschmolzene Stelle leuchtet während des Vorgangs kräftig gelblichrot. Die Flamme selbst färbt sich dabei zunächst grün und dann ebenfalls kräftig rot. Auch auf Kohle geglüht schmilzt das Mineral nur an den Kanten rundlich ein und wird undurchsichtig weiß.

## Bildung und Fundorte

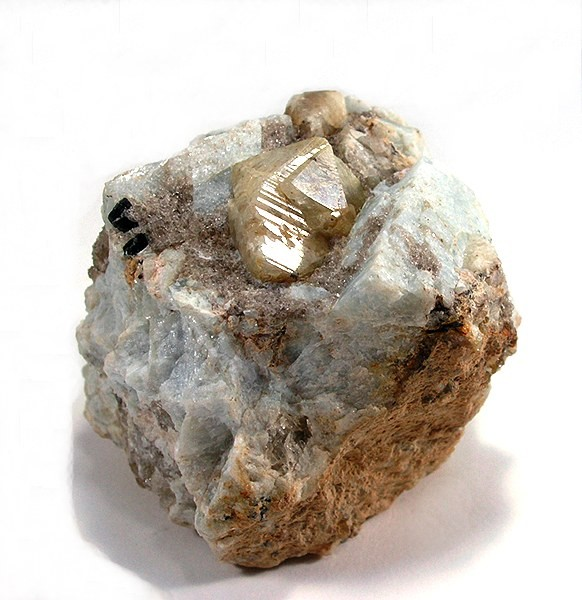
Beigefarbener, oktaedrischer Rhodizit aus dem Sahatany-Pegmatitfeld, Manandona-Tal, Vakinankaratra, Madagaskar (Größe: 4,3 cm × 4,1 cm × 3,7 cm)

Rhodizit bildet sich magmatisch, als akzessorischer Bestandteil in alkalireichen Granit-Pegmatiten. Neben Turmalin (vordringlich Elbait bzw. Rubellit) können unter anderem noch Albit, Béhierit, Beryll, Londonit, Mikroklin, Quarz und Spodumen als Begleitminerale auftreten.
Als seltene Mineralbildung konnte Rhodizit nur an wenigen Fundorten nachgewiesen, wobei bisher (Stand 2013) rund 20 Fundorte als bekannt gelten. Die als Typlokalität geltenden Dörfer Shaitanka und Sarapulka sind dabei die bisher einzigen bekannten Fundorte in Russland.
Bekannt aufgrund außergewöhnlicher Rhodizitfunde sind unter anderem das Antandrokomby- und Sahatany-Tal in der Region Vakinankaratra auf Madagaskar, wo bis zu drei Zentimeter große, kubische und tetraedrische Kristalle gefunden wurden. Weitere bisher bekannte Fundorte auf Madagaskar sind Andrembesoa im Distrikt Betafo (Region Vàkinankàratra) in der Provinz Antananarivo sowie die Distrikte Ambatofinandrahana und Ambositra (Region Amoron’i Mania) in der Provinz Fianarantsoa.
Der bisher einzige weitere bekannte Fundort ist Fern im Florence County (Wisconsin) in den USA.

## Verwendung
Trotz seiner hohen Härte ist Rhodizit für die kommerzielle Nutzung als Schmuckstein uninteressant, da er nur kleine und sehr selten qualitativ hochwertige, durchsichtige Kristalle ausbildet. Gelegentlich wird er aber dennoch für Sammler geschliffen in facettierter Form angeboten.